# Río Abión
El río Abión nace en el paraje denominado La Fuentona (Muriel de la Fuente) y riega la parte occidental del arciprestazgo de Osma en la provincia de Soria en España, desaguando en el río Ucero en el Burgo de Osma.

## Nacimiento y Nombre

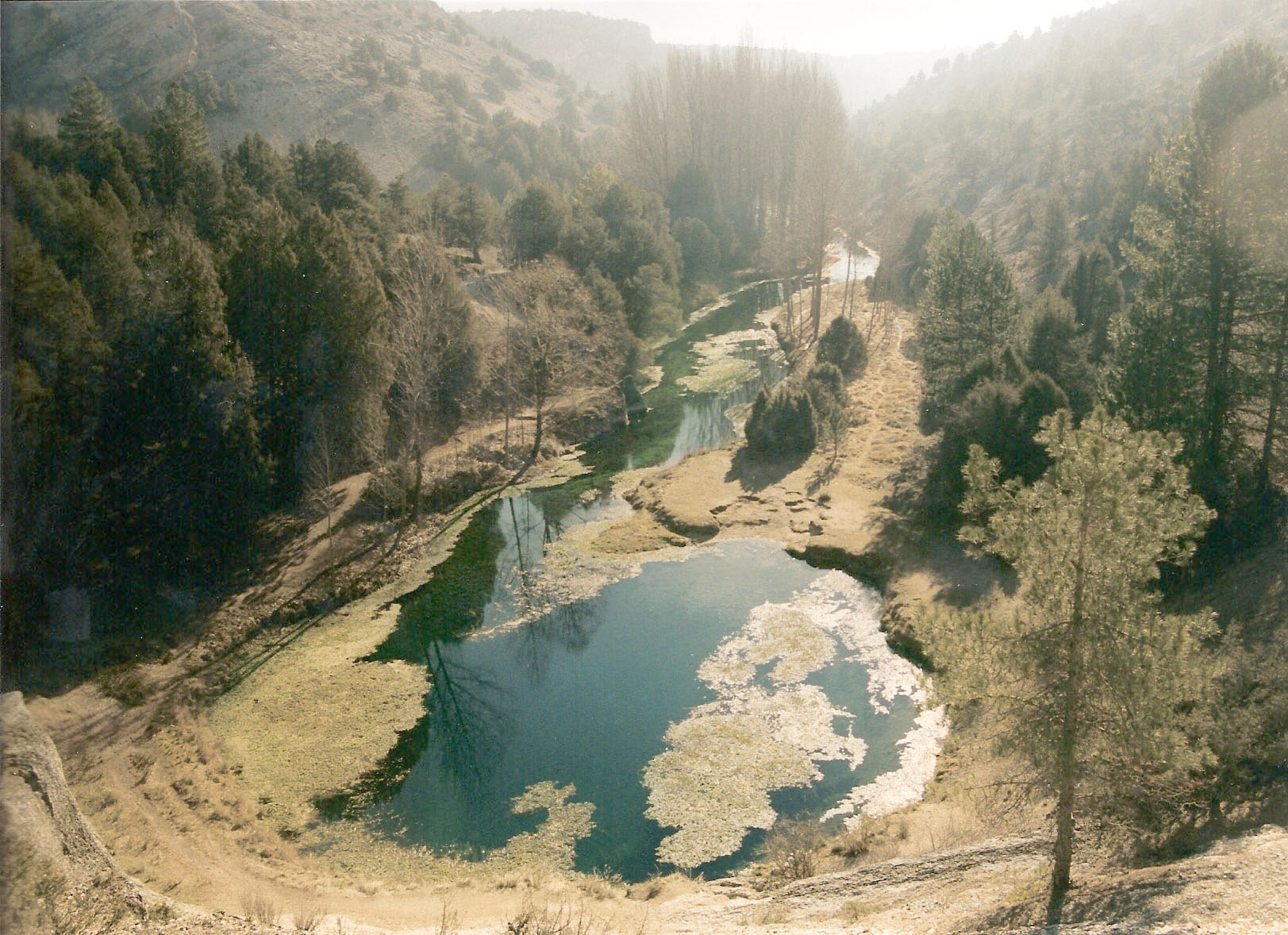
Nacimiento del Abión, La Fuentona.

El río Abión nace en Muriel de la Fuente, en el sifón La Fuentona, donde los espeleólogos han llegado hasta 100 metros de profundidad, sin llegar al fondo. Algunos mantienen que el nombre de Abion viene de Albion, albino= muy blanco, transparente.
No obstante la vocalización de /l/ habría dado una evolución Albio > *Aubio > *Oubio > *Obio (comparar con altarium > otero). Parece más conveniente hacerlo venir de la raíz céltica *ab- "agua" *abyo "río" (irlandés abae “rio”, galés afon, bretón auon). Esta raíz ha dado numerosos nombres fluviales tanto en España como en Europa: Abio, Aboño, Abionga y Abiegos en (Asturias), Abongo (Galicia) Abionzo (*abiontiom) en Cantabria, Avon < *Abona (Gran Bretaña) etc.

## Recorrido
Deja a su margen derecha los pueblos de Muriel de la Fuente,  Torreblacos (La Torre), Valdealvillo, Torralba, Velasco (despoblado) y el Burgo de Osma; y a su margen izquierda, término municipal de Calatañazor, Abioncillo, término municipal de  Blacos, Santiuste y Valdenarros.
Los afluentes más importantes del Abión son: el río Muriel procedente de Muriel Viejo, el río Milanos procedente de La Cuenca y que se une en Torreblacos, el arroyo de la Hoz procedente de Cabrejas del Pinar, arroyo Valdeabión procedente de Blacos y el arroyo Valdesinova procedente de Torreblacos.
A escasos kilómetros de su unión con el río Ucero, su recorrido se estrecha formando una hoz de unos 3 kilómetros, conocida en  El Burgo de Osma como la Hoz del Abión.
Finalmente desagua en el río Ucero debajo del Castillo de Osma.

## Historia
Sebastián Miñano considera que desde su nacimiento no tiene más que un puente de piedra, además de un solo ojo, construido en el camino que hay de Lodares al Burgo.

## Ecología
Las extracciones de grandes volúmenes de agua para riego causan no ya una disminución de caudal por debajo del que sería necesario para mantener la vida en el río, sino la desaparición total del río mismo y de la vida acuática, con la correspondiente mortandad de peces